# Tihamér Simon
Tihamér Simon (* 17. Januar 1932 in Budapest) ist ein ehemaliger Offizier in der Volksrepublik Ungarn und war zuletzt Generalmajor (Vezérőrnagy) im Innenministerium (Belügyminisztérium) sowie von 1975 bis 1985 Chef des Polizeipräsidiums im Komitat Győr-Sopron.

## Leben
Tihamér Simon, Sohn von Mária Ozsvald, besuchte vier Jahre die Grundschule sowie weitere vier Jahre die Volksschule und arbeitete zwischen dem 5. und 15. März 1945 als Tagelöhner beî der Firma László. Nachdem er zwischen 1945 und 1947 verschiedene Gelegenheitsjobs ausgeübt hatte, absolvierte er von 1947 bis 1949 eine Berufsausbildung zum Polsterer bei der Firma János Papp und war 1949 für kurze Zeit für die Bauerngenossenschaft in Pápa tätig. Im Anschluss folgten vom 1. November 1949 bis zum 31. Juli 1950 Tätigkeiten für die Nationale Verlagsgesellschaft Lapterjesztő Nemzeti Vállalat sowie danach zwischen dem 1. August 1950 und dem 28. Februar 1951 für das Hochbauunternehmen Pápai Magasépítési Vállalat.
Danach übernahm er Funktionen innerhalb der Partei der Ungarischen Werktätigen MDP (Magyar Dolgozók Pártja) und war zunächst zwischen dem 1. März und dem 30. Juni 1951 Sekretär des MDP-Stadtkomitees von Veszprém. Nachdem er vom 1. Juli bis zum 30. September 1951 die Zentrale Parteischule der MDP besucht hatte, arbeitete er zwischen dem 1. Oktober 1951 und dem 31. Oktober 1952 als politischer Mitarbeiter der Agitations- und Propagandaabteilung des MDP-Komitees im Komitat Veszprém. Anschließend wechselte er nach seiner Beförderung zum Unterleutnant (Alhadnagy) am 1. November 1952 zunächst in die damals eigenständige Staatsschutzbehörde ÁVH (Államvédelmi Hatóság) im Komitat Veszprém und war daraufhin zwischen September 1953 und dem 31. Juli 1954 Leiter des Sekretariats der Dienststelle des Innenministeriums (Belügyminisztérium) im Komitat Veszprém sowie nach seiner Beförderung zum Leutnant (Hadnagy) zwischen dem 1. August und dem 31. Oktober 1954 erst Leiter einer Unterabteilung sowie danach vom 1. November 1954 bis Oktober 1956 kommissarischer Abteilungsleiter. Nach seiner Beförderung zum Oberleutnant (Főhadnagy) wurde er am 30. November 1956 Mitarbeiter der Abteilung Politische Ermittlungen des Polizeipräsidiums im Komitat Vas. Daraufhin fungierte er zwischen Mai 1957 und dem 14. Juni 1961 als Leiter der Unterabteilung der Abteilung Politische Ermittlungen des Polizeipräsidiums im Komitat Vas. Während dieser Zeit absolvierte er von September 1957 und August 1958 die Schule des Komitees für Staatssicherheit KGB beim Ministerrat der UdSSR in Moskau und wurde 1960 zum Hauptmann (Százados) befördert.
Simon fungierte vom 15. Juni 1961 bis 1962 zunächst als stellvertretender Leiter der Abteilung Politische Ermittlungen beziehungsweise nach der Reorganisation der Staatsschutzaufgaben zwischen 1962 und dem 14. Januar 1971 als Leiter der Abteilung III des Polizeipräsidiums im Bezirk Vas. Dort wurde er 1963 zum Major (Őrnagy) befördert und besuchte 1964 die Marxismus-Leninismus-Abenduniversität. Er fungierte zudem in Personalunion vom 1. Juni 1965 und dem 19. Oktober 1966 als Leiter der Unterabteilung III/II im Polizeipräsidium des Komitats Vas und wurde 1969 zum Oberstleutnant (Alezredes) befördert. Er absolvierte zudem ein Studium an einer Fakultät für Politikwissenschaften und Recht ÁJTK (Állam- és Jogtudományi Kara) der Eötvös-Loránd-Universität (ELTE) und schloss 1970 seine Promotion zum Doktor der Rechte ab.
Am 15. Januar 1971 wurde Tihamér Simon als Leiter der Abteilung III zum Polizeipräsidium im Komitat Győr-Sopron versetzt und übernahm zugleich am 1. Juli 1971 den Posten als stellvertretender Chef dieses Polizeipräsidiums. Er wurde 1975 zum Oberst (Ezredes) befördert und absolvierte 1978 ein Studium an der Parteihochschule der Ungarischen Sozialistischen Arbeiterpartei MSZMP (Magyar Szocialista Munkáspárt). Zuletzt wurde er am 1. Januar 1980 Chef des Polizeipräsidiums im Komitat Győr-Sopron und bekleidete dieses Amt bis zu seinem Eintritt in den Ruhestand am 31. Oktober 1989, der Zeit des Niedergangs des Kádár-Systems und des Zusammenbruchs des Kommunismus. Er besuchte 1982 noch einen ideologischen Führungslehrgang an der Parteihochschule der MSZMP und erhielt zuletzt 1983 seine Beförderung zum Generalmajor (Vezérőrnagy).